# 傑氏羅蝶魚
傑氏羅蝶魚，為輻鰭魚綱鱸形目蝴蝶魚科的一個種。

## 分布
本魚分布於西印度洋區，包括紅海、阿曼等海域。

## 深度
水深33至274公尺。

## 特徵
本魚近似夏威夷羅蝶魚（R. excelsa），體呈圓形，吻短，體白色為底，頭部有一淡褐色條紋通過眼睛，體側有兩條粗寬的淡褐色垂直條紋，第一條起自背鰭第二棘延伸至腹鰭基底，第二條起自背鰭第七棘延伸至臀鰭軟條部。背鰭軟條部前緣有一白緣黑斑，腹鰭褐色，尾柄白色，尾鰭透明。背鰭硬棘11枚、背鰭軟條22-24枚;臀鰭硬棘3枚、臀鰭軟條17-18枚。體長可達16公分。

## 生態
本魚棲息在較深的礁石區，通常成對出來覓食。

## 經濟利用
為觀賞性魚類，不供食用。